# Écretteville-lès-Baons
Écretteville-lès-Baons är en kommun i departementet Seine-Maritime i regionen Normandie i norra Frankrike. Kommunen ligger i kantonen Yvetot som tillhör arrondissementet Rouen. År 2022 hade Écretteville-lès-Baons 352 invånare.

## Befolkningsutveckling
Antalet invånare i kommunen Écretteville-lès-Baons
| Referens: INSEE |